# Österreichischer Frauen-Fußballcup 2025/26
Der Österreichische Frauen-Fußballcup wird in der Saison 2025/26 vom Österreichischen Fußballbund zum 50. Mal ausgespielt. Als ÖFB Frauen Cup wird er zum 32. Mal durchgeführt und beginnt am 9. und 10. August 2025 mit der ersten Runde.

## Teilnehmende Mannschaften
Für den österreichischen Frauen-Fußballcup haben sich anhand der Teilnahme der Ligen der Saison 2025/26 folgende 31 Mannschaften, die nach der Saisonplatzierung der ÖFB Frauen-Bundesliga 2024/25 und der 2. Liga 2024/25 geordnet sind, qualifiziert. Weiters nehmen der Landescupsieger, der Landesmeister oder auch Vertreter der Saison 2024/25 teil.
| ÖFB Frauen-Bundesliga (9) | 2. Liga (11) |
| --- | --- |
| - SKN St. Pölten Frauen (NÖ) (C) - FK Austria Wien (W) - SK Sturm Graz (ST) - First Vienna FC Frauen (W) - SCR Altach (V) - FC Red Bull Salzburg statt FC Bergheim (S) - SPG Kleinmünchen/Blau-Weiß Linz (OÖ) - SV Neulengbach (NÖ) - Linzer ASK (OÖ) (N) - SPG FC Lustenau/FC Dornbirn Ladies (V)                                                                                        | - SpG Südburgenland/Hartberg (B)/(ST) - USC Landhaus Wien statt SG FAC/USC Landhaus Wien (W) - Wildcats Krottendorf (ST) - FC Wacker Innsbruck (T) - Grazer AK (W) (N) - FC Pinzgau Saalfelden (S) - SG Hornets/Klagenfurt (K) - LUV Graz (ST) - Wiener Sport-Club (W) - FC RW Rankweil (V) (N) - SPG Union Geretsberg/Bürmoos (OÖ) - SV Horn (NÖ) |
| Landescupsieger, Meister oder Meistervertreter aus der Landesliga (11) | |
| - SV Kraig (K) (LM) - ASV Draßburg (B) (L2) - FCM Traiskirchen (NÖ) (LM) - SC Melk (NÖ) (L2) - FSG St. Georgen (NÖ) (L3) - SPG SV Wallern/Krenglbach (OÖ) (LC, LM) | - SPV Kematen-Piberbach/Rohr-Neuhofen (OÖ) (L2) - FC Oberes Feistritztal (ST) (LC, LM) - SV Innsbruck (T) (LC, LM) - FC Alberschwende (V) (LC, LM) - SK Rapid Wien (W) (LM) |
| Erläuterungen Länderkürzel: (B): Burgenland, (K): Kärnten, (NÖ): Niederösterreich, (OÖ): Oberösterreich, (S): Salzburg, (ST): Steiermark, (T): Tirol, (V): Vorarlberg, (W): Wien; Vereins-Landes-Bewerbserfolg: (LC): Landescupsieger, (LCF): Landescupfinalist, (LM): Landesmeister, (Lx): x. Platz der Landesliga, (LN): Landesliga-Aufsteiger, (..-x): x Landesliga siehe Länderkürzel | |

| (C)  | amtierender Cupsieger 2024/25               |
| (A)  | Absteiger der Saison 2024/25                |
| (N)  | Neuaufsteiger der Saison 2024/25            |
| (RV) | Verlierer der Relegation der Saison 2024/25 |
| (RG) | Gewinner der Relegation der Saison 2024/25  |

## Turnierverlauf

### 1. Cuprunde
Die Begegnungen der ersten Runde des Frauen Cup 2025/26 werden am 17. August 2025 im Rahmen der Sitzung der Cupkommissionen ermittelt.
| Datum                 |                                     | Ergebnis             |                                |
| --------------------- | ----------------------------------- | -------------------- | ------------------------------ |
| 08.08.2025, 19:00 Uhr | SPV Kematen-Piberbach/Rohr-Neuhofen | 3:3 (2:1), 3:4 n. V. | SPG Geretsberg/Bürmoos         |
| 08.08.2025, 19:00 Uhr | Grazer AK                           | 0:5 (0:3)            | SK Sturm Graz                  |
| 09.08.2025, 14:00 Uhr | Wildcats Krottendorf                | 1:2 (0:1)            | FC Blau-Weiß Linz/Kleinmünchen |
| 09.08.2025, 16:00 Uhr | USC Landhaus                        | 1:0 (0:0)            | SK Rapid Wien                  |
| 09.08.2025, 16:00 Uhr | FCM Traiskirchen                    | 0:2 (0:2)            | First Vienna FC Frauen         |
| 09.08.2025, 17:00 Uhr | SV Innsbruck                        | 2:3 (1:2)            | FC RW Rankweil                 |
| 09.08.2025, 17:00 Uhr | SPG SV Wallern/Krenglbach           | 0:3 (0:2)            | Linzer ASK                     |
| 09.08.2025, 18:00 Uhr | LUV Graz                            | 1:4 (1:1)            | SG Hornets/Klagenfurt          |
| 09.08.2025, 18:00 Uhr | SC Melk                             | 0:15 (0:8)           | FK Austria Wien                |
| 09.08.2025, 18:00 Uhr | FC Alberschwende                    | 0:8 (0:4)            | FC Red Bull Salzburg           |
| 09.08.2025, 18:00 Uhr | FC Oberes Feistritztal              | 1:1 (1:1), 1:3 n. V. | SV Kraig                       |
| 09.08.2025, 18:00 Uhr | ASV Draßburg                        | 0:8 (0:4)            | SPG Südburgenland/Hartberg     |
| 09.08.2025, 18:30 Uhr | Wiener Sport-Club                   | 0:1 (0:1)            | SV Neulengbach                 |
| 10.08.2025, 15:00 Uhr | FC Wacker Innsbruck                 | 3:0 (1:0)            | FC Pinzgau Saalfelden          |
| 10.08.2025, 16:00 Uhr | FSG St. Georgen                     | 0:9 (0:4)            | SKN St. Pölten Frauen          |

Folgendes Frauenteam hatten ein Freilos:
| - SCR Altach |

### 2. Cuprunde
| Datum   |  | Ergebnis |  |
| ------- |  | -------- |  |
| Anpfiff |  | :        |  |
| Anpfiff |  | :        |  |
| Anpfiff |  | :        |  |
| Anpfiff |  | :        |  |
| Anpfiff |  | :        |  |
| Anpfiff |  | :        |  |
| Anpfiff |  | :        |  |
| Anpfiff |  | :        |  |

### Viertelfinale
| Datum   |  | Ergebnis |  |
| ------- |  | -------- |  |
| Anpfiff |  | :        |  |
| Anpfiff |  | :        |  |
| Anpfiff |  | :        |  |
| Anpfiff |  | :        |  |

### Halbfinale
| Datum   |  | Ergebnis |  |
| ------- |  | -------- |  |
| Anpfiff |  | :        |  |
| Anpfiff |  | :        |  |

### Finale
| Anpfiff |  | : |  |
| Tore:   |  |   |  |

## Torschützenliste
| Pl. | Nat.       | Spieler | Verein | Tore |
| --- | ---------- | ------- | ------ | ---- |
| 01. | Osterreich |         |        | X    |
| 02. | Osterreich |         |        | X    |
| 03. | Osterreich |         |        | X    |
| 04. | Osterreich |         |        | X    |
| 05. | Osterreich |         |        | X    |